# Cirse acaule
Cirsium acaule
Espèce
Classification phylogénétique
Le cirse acaule (Cirsium acaule) est une espèce de plante à fleurs appartenant au genre Cirsium et à la famille des Astéracées (ou Composées).

## Synonyme
- Cirsium acaulon (L.) Scop.

## Description
Plante bisannuelle ou vivace qui pousse en montagne et en plaine, dans les prés ou les pâturages, le plus souvent sur sol calcaire. L'adjectif acaule signifie qu'elle n'a pas de tige, ou une tige insignifiante. Longues feuilles d'un vert assez foncé, en rosette étalée, pennatilobées et très épineuses. Capitule pourpre solitaire. Bractées de l'involucre dressées, à pointe rougeâtre peu épineuse. La plante, qui fleurit jusqu'à l'automne, est abondamment pollinisée par les abeilles.

## Caractéristiques
Organes reproducteurs
- Type d'inflorescence capitule simple
- Répartition des sexes : gynodioïque
- Type de pollinisation : entomogame, autogame
- Période de floraison : juillet à septembre

Graine
- Type de fruit : akène
- Mode de dissémination anémochore

Données d'après: Julve, Ph., 1998 ff. - Baseflor. Index botanique, écologique et chorologique de la flore de France. Version : 23 avril 2004. 

## Habitat
Pelouses oligophiles à mésotrophiles, notamment à paturage extensif.

## Répartition
Eurasiatique. Dispersé en France continentale calcaire ; de 0 à 2 600 m. Absente en plaine méditerranéenne.